# Nokia 2600
Il Nokia 2600 è un telefono cellulare GSM Nokia con display a colori e suonerie polifoniche.
Al suo interno sono presenti i videogiochi Bounce e Nature Park.

## Caratteristiche tecniche
- Reti: DualBand GSM 900-1800 MHz
- Dimensioni: 107,6 mm × 45,9 mm × 20,3 mm
- Massa con batteria in dotazione: 94,5 g
- Anno di uscita: 2004 (ritirato dal 2008)
- Batteria: litio
- Contenuto della confezione: batteria, manuale e caricabatteria
- Autonomia in stand-by: 250 ore
- Autonomia in conversazione: 3,5 ore